# Al Hussein

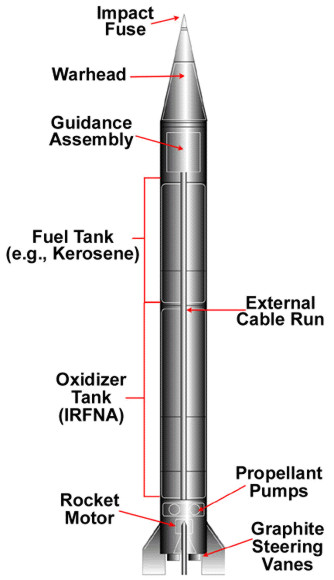
Componentes do míssil Al Husseim

Al Hussein ou al-Husayn (em árabe: الحسين) é um míssil balístico iraquiano. O míssil foi resultado do aprimoramento do míssil soviético Scud, com o objetivo de se atingir um alcance maior. A arma foi amplamente utilizada pelo Exército do Iraque durante a Guerra Irã-Iraque e a Guerra do Golfo de 1991.